# 磷化铥
磷化铥是一种无机化合物，化学式为TmP，它是铥的磷化物之一，它在高压下可以发生NaCl型至CsCl型的相变。
它可以在铥和磷化氢的反应中生成，致密的磷化物膜会阻止金属内部进一步的反应。在对砷化镓刻蚀后，可在其表面长出磷化铥外延层，得到TmP/GaAs异质结构。